# Schijnvertegenwoordiging
Schijnvertegenwoordiging is een situatie waarin een persoon, de schijnvertegenwoordiger, zich tegenover een derde aan wie hij een aanbod doet of een aanvaarding afgeeft, als andermans vertegenwoordiger voordoet, hoewel hij daartoe geen vertegenwoordigingsbevoegdheid heeft. De schijnvertegenwoordiger kan wel vertegenwoordiger zijn, maar niet over de vertegenwoordigingsbevoegdheid beschikken die hij op dat moment uitoefent.
In principe kunnen de rechtsgevolgen die hieruit voortvloeien niet toegerekend worden aan de schijnvertegenwoordigde.

## België
Het Hof van Cassatie heeft evenwel beslist dat indien de schijnvertegenwoordiger het rechtmatig vertrouwen heeft gewekt bij de derde dat hij binnen zijn vertegenwoordigingsbevoegdheid handelde, de schijnhandeling wél toerekenbaar is aan de schijnvertegenwoordigde. Hiervoor is vereist dat cumulatief wordt voldaan aan de volgende voorwaarden:
- de schijnvertegenwoordiger wekt een schijn in strijd met de werkelijkheid;
- de derde heeft het rechtmatig vertrouwen in het bestaan en de omvang van de vertegenwoordigingsbevoegdheid;
- de schijn is toerekenbaar aan de schijnvertegenwoordigde;
- de derde heeft voortgebouwd op zijn vertrouwen in de schijn.

### Regresvordering
De schijnvertegenwoordigde heeft dan wel een regresvordering op de schijnvertegenwoordiger. Indien de schijnvertegenwoordiger effectief een vertegenwoordiger was, maar buiten zijn bevoegdheden handelde of zijn bevoegdheden overschreed, is de regresvordering gegrond op contractuele aansprakelijkheid (aangezien de schijnvertegenwoordiger het lastgevingcontract miskende). Heeft de schijnvertegenwoordiger echter niets te maken met de schijnvertegenwoordigde, dan is de regresvordering gestoeld op artikel 1382 van het burgerlijk wetboek.